# Tőkejegy
A kockázati tőkealap által kibocsátott értékpapír volt a kockázati tőkealap-jegy, röviden tőkejegy. A 2005-ben hatályon kívül helyezett 1998. évi XXXIV. törvény a kockázati tőkebefektetésekről, a kockázati tőketársaságokról, valamint a kockázati tőkealapokról részletesen rendelkezett róla.
A kockázati tőkealapot kizárólag kockázati tőkealap-kezelő hozhatta létre és kezelheti.

## Kockázati tőkealap, a tőkejegy kibocsátása
Az alap kizárólag zártvégű alapként, vissza nem váltható tőkejegyek forgalomba hozatalával lehetett létrehozni. (Zártvégű alap: lásd Befektetési alap)
Egy alapra csak azonos névértékű és azonos jogokat megtestesítő tőkejegyek voltak forgalomba hozhatók.
A nyomdai úton előállított tőkejegyen fel kellett tüntetni:
a) az alapkezelő részvénytársaság cégnevét és székhelyét;
b) az alap megnevezését és időtartamát;
c) azt, hogy az alap zártvégű alapként működik;
d) a tőkejegy névértékét, értékpapírkódját és sorszámát;
e) azt, hogy a tőkejegy névre szóló;
f) a tőkejegy-tulajdonosának a tőkejegyhez fűződő jogait;
g) a kibocsátás időpontját;
h) az alapkezelő cégszerű aláírását.
A tőkejegy dematerializált formában is kibocsátható volt, ekkor a kibocsátó által kiállított és a központi értéktárban elhelyezett okiraton kellett feltüntetni a fentieket.
A tőkejegy-tulajdonosairól az alapkezelő köteles volt a tulajdonosok és a tulajdonukban lévő tőkejegyek azonosítására alkalmas nyilvántartást vezetni.
A nyomdai úton előállított tőkejegy átruházására a váltó átruházására vonatkozó szabályokat kellett alkalmazni.
A tőkejegy forgalomba hozatalának feltétele volt az alapkezelő által készített, a Felügyelet által jóváhagyott alapkezelési szabályzat.

## A tőkejegy hozama
Az alapból a tőkejegyre járó hozam kifizetésére évente egy alkalommal, a portfólióban szereplő gazdasági társaságok, valamint az alap auditált mérlegeinek és eredmény kimutatásainak elkészülte után kerülhetett sor.
Hozam csak akkor volt fizethető, ha annak fedezete az alap rendelkezésére állt. Hitelből vagy hitelviszonyt megtestesítő értékpapír kibocsátásából származó forrásból hozamfizetés nem volt teljesíthető.
Hozamot az alap jegyzett tőkéjéből fizetni nem volt szabad.

## Az alapkezelő
Egy alapkezelő több alapot is létrehozhatott és kezelhet. Az egy alapkezelő által kezelt alapok vagyonát egymástól elkülönítetten kell kezelni és nyilvántartani. Az alapkezelő az általa végzett kezelői tevékenységért a Szabályzat szerinti díjat számíthatja fel.